# Artistique-Weltmeisterschaft 1974

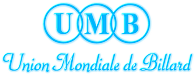
Logo UMB (ausrichtender Verband)

Die Billard-Artistique-Weltmeisterschaft 1974 war das neunte Turnier in dieser Disziplin des Karambolagebillards und fand vom 8. bis zum 11. November 1974 in Sint-Niklaas statt. Die Weltmeisterschaft zählte zur Saison 1974/75.

## Geschichte
Der Spanier Ricardo Fernández wurde zum ersten Mal Artistique-Weltmeister vor Florent de Jonghe und Léo Corin.

## Modus
Gespielt wurden 76 verschiedene Figuren mit verschiedenen Punktewertungen. Jeder Teilnehmer hatte pro Figur drei Versuche. Die maximale Punktzahl betrug 500 Punkte.

Gewertet wurde wie folgt:
1. Punkte = Erzielte Punkte
2. Versuche = Anzahl der gespielten Versuche
3. gelöste Figuren = gelöste Figuren
4. HS = Punkte der nacheinander gelösten Figuren

## Abschlusstabelle
| Platz                        | Name               | Punkte | Versuche | gel. Figuren | HS |
| ---------------------------- | ------------------ | ------ | -------- | ------------ | -- |
| 1                            | Ricardo Fernández  | 254    | 183      | 39           | 38 |
| 2                            | Florent de Jonghe  | 205    | 181      | 36           | 26 |
| 3                            | Léo Corin          | 184    | 193      | 32           | 23 |
| 4                            | Joaquín Domingo    | 181    | 195      | 32           | 27 |
| 5                            | Valentin Almerich  | 173    | 196      | 30           | 40 |
| 6                            | Carlos Tosi        | 170    | 190      | 32           | 31 |
| 7                            | Raymond Steylaerts | 168    | 196      | 28           | 26 |
| 8                            | Giuseppe Tomsich   | 154    | 193      | 29           | 33 |
| 9                            | Gérard Mouradian   | 78     | 210      | 16           | 18 |
| Turnierdurchschnitt: 34,82 % |                    |        |          |              |    |